# Hình trinh nhật ký
《Hình trinh nhật ký》 (tên tiếng Trung: 刑偵日記; tên tiếng Anh: Murder Diary), là phim truyền hình giật gân hiện đại được hợp tác quay phim bởi TVB và Youku, diễn viên chính Huệ Anh Hồng, Vương Hạo Tín, Khương Hạo Văn, Viên Vỹ Hào, Huỳnh Trí Văn, Lê Nặc Ý và Vương Mẫn Dịch, diễn viên phụ Đới Tổ Nghi, Trần Vỹ, Cúc Tử Kiều, Liên Thi Nhã, Mã Quán Đông và Phó Gia Lợi. Biên thẩm Chu Kính Kỳ, Lưu Tiểu Quần, giám chế Quan Thụ Minh, nhà phát hành Đới Vĩ, Đỗ Chi Khắc.
Đây là 1 trong các bộ phim Triển lãm truyền hình Quốc tế Hong Kong năm 2020 và năm 2021; 1 trong 4 bộ phim ở TVB Sales Presentation 2021.

## Thời gian phát sóng
| Kênh         | Địa điểm                        | Ngày phát sóng | Thời gian phát sóng/ Ghi chú |
| Youku        | Trung Quốc Đại lục              | 15/6/2021      | Thành viên VIP mỗi tuần từ thứ 2 đến thứ 6 thêm 1 tập mới (Ngày đầu đăng 4 tập) Không phải thành viên: mỗi tuần từ thứ 2 đến thứ 6 thêm 1 tập mới Từ 20:00 ngày 25/6, thành viên VIP sẽ được xem trước 5 tập Cung cấp bản tiếng Quảng Đông, tiếng Quan Thoại |
| myTV Gold    | Hồng Kông                       | 15/6/2021      | Mỗi tuần từ thứ 2 đến thứ 5 lúc 20:00 thêm 1 tập mới Cung cấp bản tiếng Quảng Đông, tiếng Quan Thoại |
| TVB Anywhere | Khu vực TVB Anywhere có dịch vụ | 15/6/2021      | Mỗi tuần từ thứ 2 đến thứ 5 lúc 20:00 thêm 1 tập mới Cung cấp bản tiếng Quảng Đông, tiếng Quan Thoại |
| Astro GO     | Malaysia Brunei                 | 15/6/2021      | Mỗi tuần từ thứ 2 đến thứ 5 lúc 20:00 thêm 1 tập mới Cung cấp bản tiếng Quảng Đông, tiếng Quan Thoại |
| TVB Jade     | Hồng Kông／ Ma Cao              | 28/6/2021      | 28/6 đến 16/7: từ thứ 2 đến thứ 6 lúc 21:30－22:30 19/7 đến 30/7: từ thứ 2 đến thứ 6 lúc 22:15－23:15 |
| TVB Jade     | Khu vực TVB Anywhere có dịch vụ | 28/6/2021      | 28/6 đến 16/7: từ thứ 2 đến thứ 6 lúc 21:30－22:30 19/7 đến 30/7: từ thứ 2 đến thứ 6 lúc 22:15－23:15 |
| Astro AOD    | Malaysia                        | 28/6/2021      | 28/6 đến 16/7: từ thứ 2 đến thứ 6 lúc 21:30－22:30 19/7 đến 30/7: từ thứ 2 đến thứ 6 lúc 22:15－23:15 |
| SCTV9        | Việt Nam                        | 28/6/2021      | Từ thứ 2 đến thứ 6 lúc 20:00 |

## Tóm tắt câu chuyện
Nhiều năm trước, Dương Bích Tâm (Huệ Anh Hồng) vì tâm thần phân liệt mà suýt hạ độc chết con trai Diệp Kình Phong (Vương Hạo Tín) và con gái Diệp Lãng Tình (Đới Tổ Nghi). Kình Phong gặp đả kích lớn, phân ly ra nhân cách Chu Cơ (Vương Hạo Tín) thân thể yếu ớt nhưng đầy trí tuệ. Chu Cơ khổ luyện thành tài, trở thành chuyên gia bút tích học, giúp Kình Phong thân thủ bất phàm chấp hành nhiệm vụ nội gián.
Vụ án 2 quả bom, vụ án chữ máu thôi thúc Tổng thanh tra Giang Chính Huân (Lê Nặc Ý) tập hợp Kình Phong, bác sĩ khoa tâm thần Vi Duệ Kiệt (Viên Vỹ Hào), nữ chuyên gia gỡ bom Du Nhạn Tinh (Huỳnh Trí Văn), nhà pháp y nhân loại học Phương Uyển Thiên (Vương Mẫn Dịch) tạo thành tổ đặc án truy tìm hung thủ, và tạo ra ngũ giác tình yêu giữa 4 người!
"Hình trinh chi phụ" (cha của ngành trinh sát) Nhiếp Sơn (Khương Hạo Văn) sau khi khỏi bệnh rối loạn lưỡng cực, trở về lãnh đạo tổ đặc án điều tra nhiều vụ án bí ẩn, nhưng lại phát hiện Bích Tâm hình như có liên quan tới vụ mất tích của vợ mình Lương Nhật Tư (Trần Vỹ)... Khi bí ẩn từ từ được giải đáp, mọi người sẽ đối diện với sự thật ra sao?

## Diễn viên và nhân vật

### Lực lượng Cảnh sát Hong Kong
| Diễn viên   | Nhân vật       | Biệt danh / Quan hệ |
| ----------- | -------------- | --- |
| Hà Khải Nam | Trình Hiếu Huy | Sếp Trình Trợ lý Sở trưởng Cảnh sát Cấp trên của Ông Tư Nhã, Trần Tiếu An Cấp trên của Nhiếp Sơn, bất hoà với ông Xuất hiện lần đầu ở tập 7                                                    |
| Âu Hiên Vỹ  |                | Cảnh ti Cao cấp Cấp dưới của Trình Hiếu Huy Xuất hiện lần đầu ở tập 7 |
| Lý Tư Nhã   | Ông Tư Nhã     | Cảnh ti Tổng khu Tây Cửu Long Cấp dưới của Trình Hiếu Huy Xuất hiện lần đầu ở tập 8 |
| Vi Gia Hùng | Trần Tiếu An   | Sếp Trần 1 trong những nhân vật phản diện của phim Cảnh ti Phòng Quan hệ Công chúng Cấp dưới của Trình Hiếu Huy Sư phụ của Giang Chính Huân Xuất hiện lần đầu ở tập 2 Người mắc chứng phủ nhận |

#### Tổ trọng án tổng khu Tây Cửu Long
| Diễn viên      | Nhân vật         | Biệt danh / Quan hệ |
| -------------- | ---------------- | --- |
| Khương Hạo Văn | Nhiếp Sơn        | Sếp Nhiếp, Hình Trinh Chi Phụ Cảnh ti tổ trọng án Cấp dưới của Trình Hiếu Huy, bất hoà với ông Cấp trên của Giang Chính Huân, Diệp Kình Phong, Khương Diệu Khôn, Dương Gia Kỳ, Lữ Thuận Thiêm, Uông Tử Kiện Tập 1 có nhắc ông đang nghỉ phép dài hạn Xuất hiện lần đầu ở tập 12 và trở thành người phụ trách tổ đặc án        |
| Lê Nặc Ý       | Giang Chính Huân | Sếp Giang 1 trong những nhân vật phản diện của phim Tổng thanh tra tổ trọng án Cấp dưới của Nhiếp Sơn Đệ tử của Trần Tiếu An Cấp trên kiêm người liên lạc của Diệp Kình Phong, có thành kiến với anh Cấp trên của Khương Diệu Khôn, Dương Gia Kỳ, Lữ Thuận Thiêm, Uông Tử Kiện Bạn trai của Du Nhạn Tinh Tình địch của Chu Cơ |
| Vương Hạo Tín  | Diệp Kình Phong  | Kình Phong, sếp Diệp Nội gián cảnh sát, số hiệu Cảnh viên PC38451 Người mắc chứng rối loạn đa nhân cách Cấp dưới của Nhiếp Sơn Cấp dưới của Giang Chính Huân, thường bị anh ta đì |
| Mã Quán Đông   | Khương Diệu Khôn | A Khôn Cảnh viên tổ trọng án Cấp dưới của Nhiếp Sơn, Giang Chính Huân |
| Du Gia Hân     | Dương Gia Kỳ     | A Kỳ Cảnh viên tổ trọng án Cấp dưới của Nhiếp Sơn, Giang Chính Huân |
| Khâu Tử Khiêm  | Lữ Thuận Thiêm   | A Thiêm Cảnh viên tổ trọng án Cấp dưới của Nhiếp Sơn, Giang Chính Huân |
| Ổ Gia Tuấn     | Uông Tử Kiện     | Cảnh viên tổ trọng án Cấp dưới của Nhiếp Sơn, Giang Chính Huân |

#### Cục Xử lý Chất nổ (EOD)
Nguyên tắc gỡ bom của EOD là "One Man Risk", tất cả nguy hiểm đều do chuyên gia gỡ bom "Number One" gánh vác.
| Diễn viên       | Nhân vật       | Biệt danh / Quan hệ |
| --------------- | -------------- | --- |
| Cổ Thiên Tường  | La Bỉnh Tuấn   | Sếp La Chủ nhiệm gỡ bom cao cấp của EOD Cấp trên của Du Nhạn Tinh, Dương Hữu Đình Cấp trên cũ của Khương Quốc Trụ |
| Huỳnh Trí Văn   | Du Nhạn Tinh   | Madam Tinh, Nhạn Tinh, Sách Đạn Cảnh Hoa (nữ chuyên gia gỡ bom), Quần Lọt Khe (Diệp Kình Phong thường gọi) Chủ nhiệm gỡ bom kiêm chuyên gia gỡ bom "Number One" của EOD / Thanh tra Cao cấp Cấp dưới của La Bỉnh Tuấn Bạn gái của Giang Chính Huân |
| Huỳnh Gia Lạc   | Dương Hữu Đình | A Đình Chủ nhiệm gỡ bom kiêm chuyên gia gỡ bom "Number Two" của EOD Cấp dưới của La Bỉnh Tuấn Cộng sự tốt của Du Nhạn Tinh |
| Tiêu Bách Thành |                | Chủ nhiệm gỡ bom của EOD Cấp dưới của La Bỉnh Tuấn |
| Lý Gia Tấn      |                | Chủ nhiệm gỡ bom của EOD Cấp dưới của La Bỉnh Tuấn |
| Đổng Kính Văn   |                | Chủ nhiệm gỡ bom của EOD Cấp dưới của La Bỉnh Tuấn |
| Trần Duệ Phong  |                | Chủ nhiệm gỡ bom của EOD Cấp dưới của La Bỉnh Tuấn |

#### Tổ đặc án
Thành lập ở tập 4
| Diễn viên              | Nhân vật                          | Biệt danh / Quan hệ |
| ---------------------- | --------------------------------- | --- |
| Khương Hạo Văn         | Nhiếp Sơn                         | Sếp Nhiếp, Hình Trinh Chi Phụ Cảnh ti tổ trọng án / người phụ trách tổ đặc án Cấp trên của Giang Chính Huân, quan hệ vừa bạn vừa thù với anh ta Cấp trên của Diệp Kình Phong, Khương Diệu Khôn, Dương Gia Kỳ, Lữ Thuận Thiêm Sư phụ kiêm cấp trên cũ của Du Nhạn Tinh Xuất hiện lần đầu ở tập 12 và trở thành người phụ trách tổ đặc án. |
| Lê Nặc Ý               | Giang Chính Huân                  | Sếp Giang Tổng thanh tra tổ trọng án / người phụ trách tổ đặc án Cấp dưới của Nhiếp Sơn, quan hệ vừa bạn vừa thù với ông Cấp trên của Diệp Kình Phong, Khương Diệu Khôn, Dương Gia Kỳ, Lữ Thuận Thiêm Tập 4 thành lập tổ đặc án. |
| Huỳnh Trí Văn          | Du Nhạn Tinh                      | Madam Tinh, Nhạn Tinh Chủ nhiệm gỡ bom của EOD / Thanh tra Cao cấp / thành viên tổ đặc án Đệ tử kiêm cấp dưới cũ của Nhiếp Sơn |
| Vương Hạo Tín          | Diệp Kình Phong (nhân cách chính) | Kình Phong, sếp Diệp Cảnh viên tổ trọng án / thành viên tổ đặc án Người mắc chứng rối loạn đa nhân cách Cấp dưới của Nhiếp Sơn, Giang Chính Huân |
| Vương Hạo Tín          | Chu Cơ (nhân cách phụ)            | Chuyên gia bút tích học / nhà tâm lý học tội phạm / chuyên gia cố vấn tổ đặc án |
| Viên Vỹ Hào            | Vi Duệ Kiệt                       | Bác sĩ Vi Bác sĩ khoa tâm thần / nhà tâm lý học tội phạm / chuyên gia cố vấn tổ đặc án Xuất hiện lần đầu ở tập 2 |
| Hàn Đôn Kiều (lúc nhỏ) | Phương Uyển Thiên                 | Uyển Thiên, bác sĩ Phương Nhà pháp y nhân loại học / chuyên gia cố vấn tổ đặc án Nghiên cứu sâu ngành pháp y côn trùng học, nghiện côn trùng Sư muội của Trương Hiểu Mạn Có tình cảm với Diệp Kình Phong |
| Vương Mẫn Dịch         | Phương Uyển Thiên                 | Uyển Thiên, bác sĩ Phương Nhà pháp y nhân loại học / chuyên gia cố vấn tổ đặc án Nghiên cứu sâu ngành pháp y côn trùng học, nghiện côn trùng Sư muội của Trương Hiểu Mạn Có tình cảm với Diệp Kình Phong |
| Liên Thi Nhã           | Trương Hiểu Mạn                   | Bác sĩ Trương Nhà pháp y nhân loại học / nhà pháp y côn trùng học / chuyên gia cố vấn tổ đặc án Sư tỷ của Phương Uyển Thiên |
| Mã Quán Đông           | Khương Diệu Khôn                  | A Khôn Cảnh viên tổ trọng án / thành viên tổ đặc án Cấp dưới của Nhiếp Sơn, Giang Chính Huân |
| Du Gia Hân             | Dương Gia Kỳ                      | A Kỳ Cảnh viên tổ trọng án / thành viên tổ đặc án Cấp dưới của Nhiếp Sơn, Giang Chính Huân |
| Khâu Tử Khiêm          | Lữ Thuận Thiêm                    | A Thiêm Cảnh viên tổ trọng án / thành viên tổ đặc án Cấp dưới của Nhiếp Sơn, Giang Chính Huân |
| Hà Tấn Lạc             |                                   | Thành viên tổ đặc án |
| Trần Tiển Hạo          |                                   | Thành viên tổ đặc án |
| Trần Gia Duy           |                                   | Thành viên tổ đặc án |
| Lâm Hạo Văn            |                                   | Thành viên tổ đặc án |
| Huỳnh Nhuận Thành      |                                   | Thành viên tổ đặc án |
| Văn Thuân Vỹ           |                                   | Thành viên tổ đặc án |
| Thi Trác Nhật          |                                   | Thành viên tổ đặc án |
| La Vĩnh Kiện           |                                   | Thành viên tổ đặc án |
| Lương Văn Uý           |                                   | Thành viên tổ đặc án |
| Lâm Tuệ Quân           |                                   | Thành viên tổ đặc án |
| Lê Khang Kỳ            |                                   | Thành viên tổ đặc án |
| Bành Tường Linh        |                                   | Thành viên tổ đặc án |
| Huỳnh Khải Kỳ          |                                   | Thành viên tổ đặc án |

### Nhà họ Diệp
| Diễn viên                              | Nhân vật                          | Biệt danh / Quan hệ |
| -------------------------------------- | --------------------------------- | --- |
|                                        | Diệp Hiếu Toàn                    | Michael Chồng của Dương Bích Tâm Cha của Diệp Kình Phong (Matt), Diệp Lãng Tình Nhiều năm trước ngoại tình nên bỏ vợ con Chỉ xuất hiện trong hồi ức của Dương Bích Tâm và Matt |
| Huệ Anh Hồng                           | Dương Bích Tâm                    | Chị Tâm, bà Diệp, A Má (Kình Phong thường gọi), Mámi (Chu Cơ thường gọi), Ma Tử (phát âm /ma jỉ/, Matt thường gọi) Hộ lý bệnh viện tâm thần Sinh năm 1965, Hoa kiều Malaysia Vợ của Diệp Hiếu Toàn Mẹ của Diệp Kình Phong (Matt), Diệp Lãng Tình Người mắc bệnh tâm thần phân liệt, khi phát bệnh sẽ gặp ảo giác, ảo thính và vọng tưởng, vì sợ tác dụng phụ của thuốc nên không chịu uống thuốc. |
| Dương Khải Bác (lúc nhỏ) Vương Hạo Tín | Diệp Kình Phong (nhân cách chính) | Kình Phong, Đại Cựu Suy (tên bự con), Đại Ngưu Quy (con rùa to xác, Matt thường gọi) Cảnh viên nội gián tổ trọng án / thành viên tổ đặc án Sinh năm 1989 Người mắc chứng đa nhân cách Năm 14 tuổi chứng kiến Dương Bích Tâm hạ độc và bỏ nhà ra đi liền phân ly ra nhân cách phụ Chu Cơ, nhưng không biết sự tồn tại của nhân cách nguyên thủy Matt. Con trai của Diệp Hiếu Toàn, Dương Bích Tâm Anh trai của Diệp Lãng Tình Bệnh nhân tâm lý của Vi Duệ Kiệt, sau này trở mặt Yêu mến Phương Uyển Thiên, có tuyến tình cảm với cô Người thuận tay trái, giao tiếp với nhân cách phụ Chu Cơ bằng cách viết chữ lên tay phải, hoặc bằng tiểu thuyết trinh thám của Chu Cơ viết, thích sửa tình tiết trong tiểu thuyết trở nên lộn xộn và đồi truỵ. Vai phải từng nứt xương nên tư thế bước đi hơi nghiêng về bên trái. Thân thủ rất giỏi, thích rèn luyện sức khoẻ và khoe cơ bắp. Tính cách phong lưu, manh động, dễ bị cảm xúc ảnh hưởng hành vi, coi trọng tình thân. Thế giới nội tâm là một đại dương xanh |
| Dương Khải Bác (lúc nhỏ) Vương Hạo Tín | Chu Cơ (nhân cách phụ)            | Tử Tử (thằng chết tiệt, Diệp Kình Phong thường gọi), Sàn Tử (thằng yếu ớt, Matt thường gọi) Chuyên gia bút tích học / nhà tâm lý học tội phạm / tác giả tiểu thuyết / chuyên gia cố vấn tổ đặc án 1 trong 4 vị chuyên gia bút tích học gốc Hoa được công hội chuyên gia bút tích thế giới công nhận Là nhân cách được Diệp Kình Phong (thật ra là Matt) phân ly vào năm 14 tuổi sau khi chứng kiến Dương Bích Tâm hạ độc, giúp Phong gánh chịu đau khổ và vết thương về mặt tình cảm, lúc anh gặp khó khăn sẽ xuất hiện giải quyết giúp, nhưng không biết sự tồn tại của nhân cách nguyên thủy Matt. Học trò của giáo sư Lâm Tình địch của Giang Chính Huân Bạn thân của Vi Duệ Kiệt, sau đó trở mặt, được anh ta coi là đối thủ thấu hiểu anh ta nhất Người thuận tay phải, giao tiếp với nhân cách chính Diệp Kình Phong bằng cách viết chữ lên tay trái. Đeo kính, thân thể yếu ớt, sợ lạnh, quen quấn khăn choàng cổ và uống trà nóng, khi uống cà phê sẽ say Điềm tĩnh lý trí, sở trường là suy nghĩ logic Tính cách lương thiện ấm áp, thấu hiểu người khác Thế giới nội tâm là một thư viện màu trắng Lý tưởng là hoàn thành một cuốn tiểu thuyết trinh thám, đồng thời giao tiếp với Diệp Kình Phong thông qua nội dung tiểu thuyết, ấn định nữ chính của tiểu thuyết là Du Nhạn Tinh Tình cảm với Du Nhạn Tinh là "vừa gặp đã yêu", coi cô là người hiểu mình nhất, có tuyến tình cảm với cô. Yêu cô sâu nặng, mỗi khi cô đứng giữa ranh giới sinh tử anh sẽ xuất hiện ngay. Vì biết mình chỉ là một nhân cách, sẽ biến mất bất cứ lúc nào, nên anh hy vọng sẽ có một mối tình "có kỳ hạn" với cô. Giúp Diệp Kình Phong và Dương Bích Tâm làm hoà, được Dương Bích Tâm yêu mến rất nhiều, thường lấy nước canh để dụ anh xuất hiện. |
| Dương Khải Bác (lúc nhỏ) Vương Hạo Tín | Matt (nhân cách nguyên thủy)      | Em Trai (Diệp Lãng Tình thường gọi), Suy Tử (thằng quỷ, Dương Bích Tâm thường gọi) Nhân cách nguyên thủy của Diệp Kình Phong, 17 năm trước chứng kiến Dương Bích Tâm bỏ thuốc chuột vào nước canh, vì không thể chấp nhận được sự thật nên chìm vào giấc ngủ 17 năm, đồng thời phân ly ra Chu Cơ. Số tuổi hiện tại là 14 tuổi Bạn thân thất lạc nhiều năm của Hải Lam Lúc nhỏ thường bị bắt nạt nên không thích đi học, phân ly ra Diệp Kình Phong để đánh trả bạn học. Thích đội nón kết, ăn hamburger, uống nước ngọt, xem thi đấu bóng rổ, không thích ăn đồ ngọt và uống canh Bản tính lương thiện, nội tâm mẫn cảm Thế giới nội tâm là một thảo nguyên màu xanh lục Thường nói dối và quậy phá, biết cách hoán chuyển nhân cách để che giấu bản thân Chọc phá người khác xong sẽ rất vui vẻ, thấy người khác bị bắt nạt sẽ giúp đỡ Lúc nhỏ tính cách phản nghịch, quan hệ mẹ-con ác liệt với Dương Bích Tâm, vì muốn gây rắc rối cho bà nên thường cố ý phạm pháp, ra vào sở cảnh sát thường xuyên và bị cảnh sát quản thúc. |
| Trịnh Nhị Nguyệt (lúc nhỏ)             | Diệp Lãng Tình                    | Lãng Tình Sinh viên đại học Cửu Long Sinh năm 1999 Con gái của Diệp Hiếu Toàn Con gái của Dương Bích Tâm, 17 năm trước suýt bị bà hạ độc giết chết, sau đó bị bà bỏ rơi Em gái của Diệp Kình Phong Con gái nuôi của Chung Quế Ân Từng sống ở cô nhi viện của Bảo Lương Cục (tổ chức từ thiện cho trẻ mồ côi), sau đó được gởi tới gia đình nhận nuôi ở Canada, trong lòng khát vọng tình thân. Bệnh nhân tâm lý của Vi Duệ Kiệt và yêu thầm anh, bị anh ta lợi dụng. |
| Đới Tổ Nghi                            | Diệp Lãng Tình                    | Lãng Tình Sinh viên đại học Cửu Long Sinh năm 1999 Con gái của Diệp Hiếu Toàn Con gái của Dương Bích Tâm, 17 năm trước suýt bị bà hạ độc giết chết, sau đó bị bà bỏ rơi Em gái của Diệp Kình Phong Con gái nuôi của Chung Quế Ân Từng sống ở cô nhi viện của Bảo Lương Cục (tổ chức từ thiện cho trẻ mồ côi), sau đó được gởi tới gia đình nhận nuôi ở Canada, trong lòng khát vọng tình thân. Bệnh nhân tâm lý của Vi Duệ Kiệt và yêu thầm anh, bị anh ta lợi dụng. |

### Nhà họ Nhiếp
| Diễn viên      | Nhân vật      | Biệt danh / Quan hệ |
| -------------- | ------------- | --- |
| Khương Hạo Văn | Nhiếp Sơn     | Sếp Nhiếp Cảnh ti tổ trọng án Chồng của Lương Nhật Tư Xuất hiện lần đầu ở tập 12 Vì bận công việc nên hay lơ là với vợ, sau khi cô mất tích thì ông từng bị rối loạn lưỡng cực một thời gian, sau đó bình phục Từng là bệnh nhân tâm lý của Vi Duệ Kiệt, được anh chữa hết bệnh Sau khi Lương Nhật Tư bỏ nhà ra đi từng tới Malaysia, nên ông cũng tới đó tìm. Vì nhớ nhung Lương Nhật Tư nên thỉnh thoảng gặp ảo giác nhìn thấy cô |
| Trần Vỹ        | Lương Nhật Tư | A Tư Sinh năm 1978, mất năm 2019 Nhà thiết kế nội thất Vợ đã mất của Nhiếp Sơn, chỉ xuất hiện trong hồi ức của Nhiếp Sơn và Dương Bích Tâm |

### Nhà họ Vi
| Diễn viên              | Nhân vật      | Biệt danh / Quan hệ |
| ---------------------- | ------------- | --- |
| Triệu Hy Lạc           | Đàm Ngọc Nghi | Tên gốc Đàm Ngọc Di Mẹ của Vi Duệ Kiệt, chỉ xuất hiện trong hồi ức của anh Lúc Vi Duệ Kiệt còn nhỏ vì đồng tử mắt trái màu xanh lục nên bị người ngoài chê cười, nên bà thường ngược đãi cảm xúc và đánh mắng anh, bị anh cực kỳ thù hận. Để tóc dài, thường mặc đầm trắng |
| Hồ Tuấn Hiên (lúc nhỏ) | Vi Duệ Kiệt   | Bác sĩ Vi Nhân vật phản diện lớn của nửa đầu phim Bác sĩ khoa tâm thần / nhà tâm lý học tội phạm / chuyên gia cố vấn tổ đặc án / sát thủ liên hoàn chữ máu Sinh năm 1987 Con trai của Đàm Ngọc Nghi Xuất hiện lần đầu ở tập 2 Mắc chứng loạn sắc tố mống mắt, đồng tử mắt trái màu xanh lục, vì vậy lúc nhỏ thường bị cười chê và kỳ thị, sau khi trưởng thành luôn đeo kính áp tròng cho mắt trái. Lúc nhỏ thường bị mẹ ngược đãi cảm xúc và đánh mắng nên tâm lý méo mó, cực kỳ thù hận bà, giữ hài cốt bà ở phòng khám, ngón tay út bị cắt mất Từng là trưởng khoa tâm thần ở bệnh viện, hiện giờ mở phòng khám ở Thâm Thủy Bộ Sở trường là thao túng tâm lý người khác Thích ăn bánh tart trứng Chồng cũ của Hà Trác Doanh, từng là bác sĩ tâm lý của cô Bác sĩ chuyên chẩn bệnh cho Diệp Kình Phong, sau này trở mặt Bạn thân của Chu Cơ, sau này phản mục, coi anh là đối thủ thấu hiểu mình nhất Bác sĩ tâm lý của Diệp Lãng Tình và được cô yêu thầm, lợi dụng cô, nhưng lúc sau thật lòng với cô Từng là bác sĩ tâm lý của Nhiếp Sơn, giúp ông trị khỏi chứng rối loạn lưỡng cực |
| Viên Vỹ Hào            | Vi Duệ Kiệt   | Bác sĩ Vi Nhân vật phản diện lớn của nửa đầu phim Bác sĩ khoa tâm thần / nhà tâm lý học tội phạm / chuyên gia cố vấn tổ đặc án / sát thủ liên hoàn chữ máu Sinh năm 1987 Con trai của Đàm Ngọc Nghi Xuất hiện lần đầu ở tập 2 Mắc chứng loạn sắc tố mống mắt, đồng tử mắt trái màu xanh lục, vì vậy lúc nhỏ thường bị cười chê và kỳ thị, sau khi trưởng thành luôn đeo kính áp tròng cho mắt trái. Lúc nhỏ thường bị mẹ ngược đãi cảm xúc và đánh mắng nên tâm lý méo mó, cực kỳ thù hận bà, giữ hài cốt bà ở phòng khám, ngón tay út bị cắt mất Từng là trưởng khoa tâm thần ở bệnh viện, hiện giờ mở phòng khám ở Thâm Thủy Bộ Sở trường là thao túng tâm lý người khác Thích ăn bánh tart trứng Chồng cũ của Hà Trác Doanh, từng là bác sĩ tâm lý của cô Bác sĩ chuyên chẩn bệnh cho Diệp Kình Phong, sau này trở mặt Bạn thân của Chu Cơ, sau này phản mục, coi anh là đối thủ thấu hiểu mình nhất Bác sĩ tâm lý của Diệp Lãng Tình và được cô yêu thầm, lợi dụng cô, nhưng lúc sau thật lòng với cô Từng là bác sĩ tâm lý của Nhiếp Sơn, giúp ông trị khỏi chứng rối loạn lưỡng cực |

### Nhà họ Du
| Diễn viên              | Nhân vật     | Biệt danh / Quan hệ |
| ---------------------- | ------------ | --- |
| Gia Tuấn               | cha Tinh     | Cha của Du Nhạn Tinh, chỉ xuất hiện trong hồi ức của cô Khi Du Nhạn Tinh còn nhỏ từng lợi dụng cô để vận chuyển ma tuý, thường bị kẻ thù tìm tới nhà trả thù                                                             |
| Lâm Chỉ Oánh (lúc nhỏ) | Du Nhạn Tinh | Madam Tinh, Nhạn Tinh Chủ nhiệm gỡ bom của EOD / thành viên tổ đặc án Lúc nhỏ vì kẻ thù của cha thường tìm tới nhà trả thù và từng bị cha lợi dụng để vận chuyển ma tuý, khiến nội tâm cô khiếm khuyết cảm giác an toàn. |
| Huỳnh Trí Văn          | Du Nhạn Tinh | Madam Tinh, Nhạn Tinh Chủ nhiệm gỡ bom của EOD / thành viên tổ đặc án Lúc nhỏ vì kẻ thù của cha thường tìm tới nhà trả thù và từng bị cha lợi dụng để vận chuyển ma tuý, khiến nội tâm cô khiếm khuyết cảm giác an toàn. |

### Bệnh viện Lam Sơn
| Diễn viên    | Nhân vật       | Biệt danh / Quan hệ                                                                                                   |
| ------------ | -------------- | --- |
| Hàn Mã Lợi   | Y tá Huỳnh     | Y tá trưởng bệnh viện tâm thần Xuất hiện lần đầu ở tập 2                                                              |
| Tô Lệ Minh   | Linh           | Hộ lý bệnh viện tâm thần Xuất hiện lần đầu ở tập 2                                                                    |
| Tăng Tuệ Vân | Bình           | Hộ lý bệnh viện tâm thần Xuất hiện lần đầu ở tập 2                                                                    |
| Huệ Anh Hồng | Dương Bích Tâm | Chị Tâm Hộ lý bệnh viện tâm thần Người mắc bệnh tâm thần phân liệt                                                    |
| Đới Tổ Nghi  | Diệp Lãng Tình | Lãng Tình Sinh viên đại học / bệnh nhân bệnh viện tâm thần Con gái của Dương Bích Tâm                                 |
| Ngô Chỉ Mặc  | Mã Vịnh        | Người đồng tính nữ bị lệch lạc tình dục / bệnh nhân bệnh viện tâm thần Xuất hiện lần đầu ở tập 2 Dị ứng với đậu phộng |

### Các vụ án

#### Vụ án 2 quả bom (tập 1-12)
| Diễn viên      | Nhân vật                          | Biệt danh / Quan hệ |
| -------------- | --------------------------------- | --- |
| Vương Hạo Tín  | Diệp Kình Phong (nhân cách chính) | Kình Phong, sếp Diệp Cảnh viên tổ trọng án / thành viên tổ đặc án Người mắc bệnh đa nhân cách Cấp dưới của Giang Chính Huân Thủ hạ của Doãn Bưu, thực chất là nội gián cảnh sát Từng lén lút qua lại với Mạc Hy Hân |
| Vương Hạo Tín  | Chu Cơ (nhân cách phụ)            | Chuyên gia bút tích học / nhà tâm lý học tội phạm / chuyên gia cố vấn tổ đặc án |
| Vương Hạo Tín  | Matt (nhân cách nguyên thủy)      | Nạn nhân bị bắt cóc |
| Huỳnh Trí Văn  | Du Nhạn Tinh                      | Madam Tinh, Nhạn Tinh Chủ nhiệm gỡ bom kiêm chuyên gia gỡ bom "Number One" của EOD / thành viên tổ đặc án Cộng sự tốt của Dương Hữu Đình |
| Huỳnh Gia Lạc  | Dương Hữu Đình                    | A Đình Nạn nhân vụ án 2 quả bom Chủ nhiệm gỡ bom kiêm chuyên gia gỡ bom "Number Two" của EOD Cộng sự tốt của Du Nhạn Tinh |
| Phó Gia Lợi    | Mạc Hy Hân                        | Chị Dâu (Diệp Kình Phong thường gọi) Nhân vật phản diện của vụ án này Đại tẩu trong giang hồ Chị sinh đôi của Mạc Hy Du, sau khi phát hiện em mình vì mấy năm trước bị Doãn Bưu xâm hại nên uống thuốc tự tử thì quyết định cùng Khương Diệu Khôn báo thù cho em. Vợ của Doãn Bưu Từng lén lút qua lại với Diệp Kình Phong |
| Phó Gia Lợi    | Mạc Hy Du                         | A Du, Hy Du Em gái sinh đôi của Mạc Hy Hân Bạn gái của Khương Diệu Khôn Em vợ của Doãn Bưu, mấy năm nay không ngừng bị anh ta xâm hại, cuối cùng uống thuốc tự tử. Sau khi chết, phần đầu thi thể của cô bị Khương Diệu Khôn nén đau thương đập nát, sau đó bị đẩy xuống lầu và đốt xác, đánh lạc hướng cảnh sát rằng người chết là Mạc Hy Hân để giá hoạ Doãn Bưu. Chỉ xuất hiện trong hồi ức của Mạc Hy Hân và Khương Diệu Khôn. |
| Vương Mẫn Dịch | Phương Uyển Thiên                 | Uyển Thiên, bác sĩ Phương Nhà pháp y nhân loại học / chuyên gia cố vấn tổ đặc án |
| Lê Nặc Ý       | Giang Chính Huân                  | Sếp Giang Tổng thanh tra tổ trọng án / người phụ trách tổ đặc án Cấp trên của Diệp Kình Phong Cấp trên của Khương Diệu Khôn, bị anh ta thù ghét Tình nhân của Mạc Hy Hân, bị cô uy hiếp phải hack vào máy tính của Phương Uyển Thiên để tiêu huỷ tài liệu liên quan tới Mạc Hy Hân |
| Mã Quán Đông   | Khương Diệu Khôn                  | A Khôn Nhân vật phản diện lớn nhất của vụ án này Cảnh viên tổ trọng án / thành viên tổ đặc án Cha của anh là Khương Quốc Trụ từng là chuyên gia gỡ bom "Number Two" của EOD, anh cho rằng cha mình ở chưa bao giờ được trọng dụng ở EOD Biết cách chế tạo bom Từng thi tuyển vào EOD cùng năm với Du Nhạn Tinh, nhưng không được nhận, bèn lên kế hoạch báo thù cô và EOD Cấp dưới của Giang Chính Huân, thù ghét anh ta Bạn trai của Mạc Hy Du, sau khi phát hiện cô vì mấy năm trước bị Doãn Bưu xâm hại nên uống thuốc tự tử thì quyết định cùng Mạc Hy Hân báo thù cho cô. |

#### Vụ án liên hoàn chữ máu (tập 1-16)
| Diễn viên      | Nhân vật                          | Biệt danh / Quan hệ |
| -------------- | --------------------------------- | --- |
| Đới Tổ Nghi    | Diệp Lãng Tình                    | Lãng Tình Nạn nhân may mắn còn sống sót duy nhất của vụ án liên hoàn chữ máu Sinh viên đại học Con gái của Dương Bích Tâm Em gái của Diệp Kình Phong |
| Ngô Chỉ Mặc    | Mã Vịnh                           | Nạn nhân vụ án liên hoàn chữ máu Người đồng tính nữ / bệnh nhân bệnh viện tâm thần Vì hay quấy rối và bắt nạt Diệp Lãng Tình nên bị Dương Bích Tâm căm ghét Xuất hiện lần đầu ở tập 2 |
| Huệ Anh Hồng   | Dương Bích Tâm                    | Chị Tâm Hộ lý bệnh viện tâm thần Người bị tâm thần phân liệt Mẹ của Diệp Kình Phong Mẹ của Diệp Lãng Tình, vì muốn bảo vệ cô nên trở thành hộ lý bệnh viện tâm thần Vì Mã Vịnh hay quấy rối và bắt nạt Diệp Lãng Tình nên căm ghét cô |
| Vương Hạo Tín  | Diệp Kình Phong (nhân cách chính) | Kình Phong Cảnh viên tổ trọng án / thành viên tổ đặc án Người mắc chứng đa nhân cách Con trai của Dương Bích Tâm Anh trai của Diệp Lãng Tình |
| Vương Hạo Tín  | Chu Cơ (nhân cách phụ)            | Chuyên gia bút tích học / nhà tâm lý học tội phạm / chuyên gia cố vấn tổ đặc án |
| Viên Vỹ Hào    | Vi Duệ Kiệt                       | Bác sĩ Vi Hung thủ thật sự của vụ án chữ máu liên hoàn (sát thủ mắt xanh) Nhân vật phản diện lớn nhất của vụ án này Bác sĩ khoa tâm thần / nhà tâm lý học tội phạm / chuyên gia cố vấn tổ đặc án Con trai của Đàm Ngọc Nghi, lúc nhỏ bị bà ngược đãi cảm xúc và đánh mắng, vì vậy tâm lý méo mó và cực kỳ hận thù bà Chồng cũ của Hà Trác Doanh Ngoài mặt là người nghiên cứu vụ án chữ máu nhiều năm, thực chất là sát thủ chữ máu liên hoàn, cứ mỗi 2 tháng lại giết 1 người, chuyên chọn những cô gái trẻ mặc đầm trắng và để tóc dài như người mẹ Đàm Ngọc Nghi của mình để ra tay, sau khi giết người thì cắt đứt ngón út bên tay trái của nạn nhân, dùng ngón tay đó viết chữ máu lên lưng nạn nhân (chữ máu là những lời Đàm Ngọc Nghi từng chửi mắng anh), và cất giữ những ngón tay đó. Sau khi kết hôn thì tạm ngừng giết người, nhưng sau khi vợ biết anh là sát thủ chữ máu liên hoàn rồi nhảy lầu tự sát thì bắt đầu giết người trở lại. |
| Vương Phi      | Hà Trác Doanh                     | A Doanh Vợ đã mất của Vi Duệ Kiệt, từng là bệnh nhân tâm lý của anh, sau khi phát hiện anh là sát thủ chữ máu liên hoàn thì nhảy lầu tự sát Chỉ xuất hiện trong hồi ức của Vi Duệ Kiệt |
| Chu Phi Phi    | Người bị hại                      | Nạn nhân vụ án liên hoàn chữ máu Thi thể bị phát hiện ngoài trời ở tập 8, lưng bị viết chữ máu, ngón út tay trái bị cắt đứt. |
| Lâm Khả Duyệt  | Người bị hại                      | Nạn nhân vụ án liên hoàn chữ máu Thi thể bị phát hiện ngoài trời ở tập 8, lưng bị viết chữ máu, ngón út tay trái bị cắt đứt. |
| Vương Mẫn Dịch | Phương Uyển Thiên                 | Uyển Thiên Nhà pháp y nhân loại học / cố vấn tổ đặc án Sư muội của Trương Hiểu Mạn Nghiên cứu sâu ngành pháp y côn trùng học |
| Lý Húc Hành    | Trần Chính Siêu                   | A Siêu Người vô gia cư Bệnh nhân tâm thần của Vi Duệ Kiệt Xuất hiện lần đầu ở tập 2 |
| Tạ Đông Mẫn    | Tô Quốc Thành                     | A Thành Người mắc chứng tự kỷ / rối loạn hoang tưởng Bệnh nhân tâm thần của Vi Duệ Kiệt Thích mua điện thoại Xuất hiện lần đầu ở tập 2 |

#### Vụ án người chết gãy chân/Lương Nhật Tư mất tích (tập 12-20, 24-25)
| Diễn viên       | Nhân vật        | Biệt danh / Quan hệ |
| --------------- | --------------- | --- |
| Khương Hạo Văn  | Nhiếp Sơn       | Sếp Nhiếp Cảnh ti tổ trọng án Quen biết với Parker |
| Trần Vỹ         | Lương Nhật Tư   | A Tư Vợ đã mất của Nhiếp Sơn Sau khi bỏ nhà ra đi thì tới Malaysia, được chẩn đoán mắc bệnh viêm mạch máu hiếm gặp; quen biết với Dương Bích Tâm, khi bà biết cô bị bệnh bèn sống chung để dễ chăm sóc cô.                                                         |
| Trương Đạt Luân | Parker          | Sĩ quan cảnh sát cao cấp ở Malaysia Quen biết Nhiếp Sơn, giúp ông tìm kiếm tung tích người vợ Lương Nhật Tư của ông Xuất hiện lần đầu ở tập 13 |
| Liên Thi Nhã    | Trương Hiểu Mạn | Bác sĩ Trương Nhà pháp y nhân loại học / nhà pháp y côn trùng học Sư tỷ của Phương Uyển Thiên |
| Huệ Anh Hồng    | Dương Bích Tâm  | Chị Tâm Hoa kiều Malaysia Người mắc bệnh tâm thần phân liệt Sau khi bỏ nhà ra đi từng về Malaysia, quen biết Lương Nhật Tư, khi biết cô bị bệnh bèn sống chung để dễ chăm sóc cô.                                                                                  |
| Vu Miểu         | Cao Mẫn         | Một trong những nhân vật phản diện lớn nhất phim Hoa kiều Malaysia Mẹ của Tiểu Nhu, vì bé thường chịu giày vò do bệnh tật nên đã kết liễu sinh mạng của bé Quen biết với Dương Bích Tâm, thường cùng Tiểu Nhu xuất hiện trong ảo giác của bà dưới hình hài quý phụ |

#### Vụ giết người mô phỏng tiểu thuyết 《Huyết mê đồ》 (tập 14-24)
| Diễn viên           | Nhân vật                          | Biệt danh / Quan hệ |
| ------------------- | --------------------------------- | ------------------- |
| Ngũ Lạc Di          | Nghiêm Trân Ny                    |                     |
| Vương Hạo Tín       | Diệp Kình Phong (nhân cách chính) |                     |
| Vương Hạo Tín       | Chu Cơ (nhân cách phụ)            |                     |
| Vương Hạo Tín       | Matt (nhân cách nguyên thủy)      |                     |
| Lý Dĩ Hãn (lúc nhỏ) | Hải Lam                           |                     |
| Cúc Tử Kiều         | Hải Lam                           |                     |
| Viên Vỹ Hào         | Vi Duệ Kiệt                       |                     |
| Vi Gia Hùng         | Trần Tiếu An                      |                     |
| Khương Hạo Văn      | Nhiếp Sơn                         |                     |
| Huệ Anh Hồng        | Dương Bích Tâm                    |                     |
| Lê Nặc Ý            | Giang Chính Huân                  |                     |
| Huỳnh Trí Văn       | Du Nhạn Tinh                      |                     |
| Tạ Đông Mẫn         | Tô Quốc Thành                     |                     |
| Dương Triều Khải    | Tiển Thế Cường                    |                     |
| Lâm Cảnh Trình      | Ryan                              |                     |
| Phó Gia Lợi         | Mạc Hy Hân                        |                     |

### Các diễn viên khác
| Diễn viên         | Nhân vật        | Biệt danh / Quan hệ                                                                                                   |
| ----------------- | --------------- | --- |
| Trần Thiên Du     | Tiểu Nhu        | |
| Châu Gia Toàn     |                 | Cảnh viên mặc quân phục                                                                                               |
| Lý Hiển Diệu      |                 | Cảnh viên mặc quân phục                                                                                               |
| Huỳnh Tử Đồng     |                 | Cảnh viên mặc quân phục                                                                                               |
| Huỳnh Hạo Đình    |                 | Cảnh viên mặc quân phục                                                                                               |
| Đặng Mỹ Hân       |                 | Cảnh viên mặc quân phục                                                                                               |
| Lương Bách Xuyên  |                 | Ký giả |
| Mạnh Hy Lân       |                 | Ký giả |
| Huỳnh Tụng Minh   |                 | Ký giả |
| Hồ Mỹ Di          |                 | Khách ở quán bar (tập 1)                                                                                              |
| Lý Chỉ Tình       |                 | Khách ở quán bar (tập 1)                                                                                              |
| Lữ Thiến Đình     |                 | Khách ở quán bar (tập 1)                                                                                              |
| La Dục Nghi       |                 | Khách ở quán bar (tập 1)                                                                                              |
| Tiêu Khải Hân     |                 | Y tá |
| Ngô Thuỵ Đình     |                 | Bác sĩ |
| Trần Gia Tuấn     |                 | Kẻ du côn (tập 1) |
| Phùng Bách Nghiêu |                 | Kẻ du côn (tập 1) |
| Châu Diệc Bằng    |                 | Kẻ du côn (tập 1) |
| Chiêu Hạo Minh    |                 | Nhân viên (tập 1) |
| Thẩm Khả Hân      | Liên bán rau    | (tập 2) |
| Trần Vĩnh Xương   | Pháp y Hà       | Bác sĩ Hà (tập 5) |
| Trịnh Khải Thái   | Bác sĩ Lư       | Bác sĩ khoa tâm thần nhiều năm trước của Dương Bích Tâm (tập 6)                                                       |
| Lý Vỹ Đình        | Toàn            | (tập 6) |
| Dương Gia Bảo     | Bạn gái         | (tập 6) |
| Tần Khải Duy      | Luật sư của Bưu | Luật sư đại diện của Doãn Bưu (tập 6, 12)                                                                             |
| Trâu Triệu Đình   |                 | Lính bắn tỉa (tập 7-8)                                                                                                |
| Trần Tuấn Kiên    |                 | Lính bắn tỉa (tập 7-8)                                                                                                |
| Lâm Kính Cương    | Phan Văn Đức    | Bác sĩ Phan Bác sĩ khoa tâm thần của Dương Bích Tâm (tập 10, 24)                                                      |
| Mã Cảnh Hoa       |                 | Nhân viên tiệm đĩa CD (tập 10)                                                                                        |
| Dư Ứng Đồng       | Ivan            | Nhân viên công tác xã hội Đồng nghiệp của Phương Uyển Thiên trong công tác nhân đạo ở Nam Thái Bình Dương (tập 12-13) |
| Phùng Tử Lượng    |                 | Nhân viên công tác xã hội Đồng nghiệp của Phương Uyển Thiên trong công tác nhân đạo ở Nam Thái Bình Dương (tập 12-13) |
| Huỳnh Hân         |                 | Nữ thư ký của Cảnh ti (tập 13, 20)                                                                                    |
| Lý Mân Phương     |                 | Y tá Malaysia (tập 13, 15)                                                                                            |
| Lương Gia Vịnh    | Lisa            | Y tá Malaysia (tập 13)                                                                                                |
| Tăng Uyển Sa      |                 | Y tá (tập 13, 18) |
| Mâu Gia Khánh     |                 | Nhân viên Cục Cải huấn (tập 15-16)                                                                                    |
| Tăng Hải Xương    |                 | Nhân viên Cục Cải huấn (tập 16)                                                                                       |
| Ôn Dụ Hồng        | Grace           | Người Malaysia (tập 17-19)                                                                                            |
| Trần Thi Hân      | Lý Mỹ Bảo       | Mable Nhân viên của trang mạng tiểu thuyết "Thiên Bút Võng" Đồng nghiệp của Hải Lam (tập 17, 21)                      |
| Triệu Lạc Hiền    | Tổng biên tập   | Tổng biên tập của trang mạng tiểu thuyết "Thiên Bút Võng" Cấp trên của Hải Lam, Lý Mỹ Bảo (tập 21)                    |
| Ngô Ỷ San         |                 | Thợ làm tóc (tập 25)                                                                                                  |
| Lương Hạo Giai    |                 | Chuyên gia đàm phán (tập 25)                                                                                          |
| Tiêu Văn Nặc      |                 | Người qua đường (tập 25)                                                                                              |

## Tỉ suất xem đài
| Tuần    | Tập    | Ngày             | Rating chiếu trực tiếp | Ghi chú                                                                                        |
| 1       | 01－05 | 28/6 - 2/7/2021  | 17.5                   | Tổng rating mọi nền tảng tập đầu tiên 22.4 điểm Tổng rating mọi nền tảng tuần đầu là 20.5 điểm |
| 2       | 06－10 | 5/7 - 9/7/2021   | 15.5                   |                                                                                                |
| 3       | 11－15 | 12/7 - 16/7/2021 | 14.2                   |                                                                                                |
| 4       | 16－20 | 19/7 - 23/7/2021 |                        |                                                                                                |
| 5       | 21－25 | 26/7 - 30/7/2021 |                        |                                                                                                |
| Cả phim |        |                  |                        |                                                                                                |